# Wapen van Kuurne

Het gemeentewapen van Kuurne

Het wapenschild van de gemeente Kuurne werd vastgelegd op 6 augustus 1980 bij Koninklijk Besluit. Het wapen is gebaseerd op dat van Joos Emmanuel le Paige, de laatste Heer die de eigenaar was van de Heerlijkheid voor de Franse Revolutie.
Op de vlag van Kuurne komt het wapenschild terug in een gestileerde vorm, zonder helm en bijhorend helmteken.
De heraldiek beschrijft het wapenschild als volgt:
In keel drie ringen van goud, in het schildhart vergezeld van een mereltje van zilver. Het schild getopt met een helm van zilver, getralied, gehalsband en omboord van goud, gevoerd en gehecht van keel, met wrong en dekkleden van goud en keel. Helmteken: een mereltje van het schild.